# Anđelova igra
Anđelova igra (šp.: El juego del ángel), knjiga je španjolskog pisca Carlosa Zafóna objavljena 2008. godine. Roman je samostalni nastavak knjige Sjena vjetra (šp: La sombra del viento) iz 2001. godine.

## Radnja
Radnja romana odigrava se u Barceloni tijekom 1920-ih, kada je mladi pisac David Martín na putu da ostvari nešto veliko ali njegov život je pun neuspjeha. Dobio je otkaz u dnevnim novinama za koje je radio, a ugovor za knjigu koji je potpisao s dvije čudne osobe koje žele samo novac, pokazuje se kao robovski i vodi ga ka samouništenju. Jednog dana kontaktira ga misteriozna osoba koja tvrdi da je izdavač i koja mu daje ponudu koju ne može odbiti; treba napisati knjigu čiji sadržaj je do tada nepoznat i za to će biti bogato nagrađen. Ubrzo Martín upada u labirint zagonetki, tajni i noćnih mora.